# Distrito Digital (Alicante)
Distrito Digital es un proyecto impulsado por la Generalidad Valenciana para radicar empresas tecnológicas en su territorio y fomentar la economía digital, su desarrollo y la puesta en valor del talento asociado. Para ello, se crean y facilitan diferentes estructuras, espacios y recursos adaptados a ese fin.

## Instalaciones
La sede principal de Distrito Digital está en Alicante, en el recinto de Ciudad de la Luz. Además, hay otras cuatro sedes repartidas por la ciudad. La última de ellas, situada en el Puerto, se inauguró en marzo de 2023.
En sus instalaciones se realizan también eventos tecnológicos orientados al mercado.
Aparte de otras iniciativas, Distrito Digital tiene en marcha un programa, dirigido a cualquier empresa en el mundo, para desarrollar proyectos de innovación orientados al turismo, la salud y el cambio climático.

## Participantes
En el año 2022, participan en el proyecto más de 450 entidades y empresas del sector tecnológico, siendo unas 300 de ellas firmas consolidadas y startups. De todas éstas, 85 están instaladas físicamente en las sedes de Distrito Digital, siendo el resto asociadas desde otras ubicaciones. En marzo de 2023, el número de empresas vinculadas a Distrito Digital ya era de 500, con 86 instaladas en sus sedes. Los sectores objeto de su actividad son diversos: Marketing digital, desarrollo de software, servicios digitales, turismo y viajes, e-Health, Gaming, etc.
Por otro lado, Distrito Digital pretende poner en marcha en el año 2022, y a desarrollar en los próximos tres, una iniciativa de formación en el sector tecnológico para 15 000 profesionales. Se trata del programa denominado Distrito Talento.